# Rebelión Hōgen
La rebelión Hōgen (保元の乱 Hōgen no ran?) fue una guerra civil que tuvo lugar en Japón en 1156 debido a diferencias en cuanto a la sucesión imperial y el control de la regencia del Clan Fujiwara. Sin embargo, marcó el establecimiento del dominio de los clanes samuráis y finalmente dio origen al primer gobierno samurái de la historia de Japón.

## Contexto
En 1155 una creciente disputa por el poder se centró en la figura de tres miembros de la Casa Imperial Japonesa. Después de que el Emperador Toba y el Emperador Sutoku abdicaran el trono, pretendieron mantener posiciones de influencia política detrás del trono imperial ocupado en ese entonces por el Emperador Konoe, sin embargo el joven emperador falleció inesperadamente el 23 de enero de 1155, en el año 14 de su reinado y las disputas entre las facciones internas comenzaron a colisionar. Estudiosos contemporáneos argumentan que el derecho sucesorio (senso) recayó en un hermano menor del emperador, el cuarto hijo del Emperador Toba, el Príncipe Masahito.
Cuando el Emperador Go-Shirakawa asumió el trono (sokui), aparecieron una serie de disputas por el poder que se complementaron con las disputas ya establecidas entre las familias nobles circundantes que aprovecharon el conflicto para acrecentar su poder. Toba forzó a uno de sus hijos, Sutoku, a abdicar en favor del hijo de una de sus consortes, Konoe, y después de la muerte de este, el Emperador Sutoku tenía la esperanza de que uno de sus hijos ocupara el trono pero sus expectativas se vieron frustradas cuando otro de sus hermanos ocupó el trono, el Emperador Go-Shirakawa.
El 20 de julio de 1156, el Emperador Toba fallece a la edad de 54 años. Después de la muerte del gobernador enclaustrado, el Emperador Toba, el Emperador Go-Shirakawa y el retirado Emperador Sutoku (ambos hijos de Toba) disputaron la sucesión real al «Trono del crisantemo».

## Combates
Fujiwara no Tadamichi, primogénito del regente Fujiwara no Tadazane, se alió con Go-Shirakawa, mientras que su hermano menor Fujiwara no Yorinaga se alineó con el bando de Sutoku. Minamoto no Tameyoshi, líder del clan Minamoto, y Taira no Tadamasa se unieron a Sutoku y Yorinaga, mientras que Minamoto no Yoshitomo, primogénito de Minamoto no Tameyoshi y Taira no Kiyomori, jefe del clan Taira y sobrino de Taira no Tadamasa, se aliaron con Go-Shirakawa y Tadamichi.  
El 28 de julio, ambos ejércitos se encararon en Kioto. Del lado de Sutoku, Minamoto no Tametomo sugirió un ataque nocturno al palacio enemigo, pero Fujiwara no Yorinaga rechazó la estrategia. En el otro bando, Minamoto no Yoshitomo hizo exactamente la misma sugerencia y su plan fue aceptado.
La noche del 29 de julio, Kiyomori y Yoshitomo guiaron 600 jinetes de caballería y atacaron el palacio de Sutoku. Kiyomori atacó la puerta oeste mientras que Tametomo la protegió. Tametomo rechazó las tropas de Kiyomori mediante el uso de arqueros. 
Yoshitomo sugirió que incendiaran el palacio enemigo y se procedió de tal forma, por lo que la lucha continuó entre las llamas antes de que las tropas de Sutoku huyeran.

## Desenlace
Las fuerzas de Go-Shirakawa vencieron a Sutoku, por lo que el Emperador Nijō fue entronizado y Go-Shirakawa se convirtió en el nuevo emperador enclaustrado en 1158 y lo seguirá siendo hasta 1192. Sutoku fue desterrado a la Provincia de Sanuki, Fujiwara no Yorinaga fue muerto en batalla, mientras que tanto Minamoto no Tameyoshi como Taira no Tadamasa fueron ejecutados. Tamemoto sobrevivió pero se vio forzado a huir. Minamoto no Yoshitomo se convirtió en la cabeza del clan Minamoto tras la muerte de su padre, y junto con Taira no Kiyomori tuvieron éxito en establecer dos clanes samuráis como el mayor poder político en Kioto.
El resultado de la rebelión Hōgen y la rivalidad establecida entre los clanes Taira y Minamoto dieron lugar a la rebelión Heiji de 1159.